# Xã Pawnee, Quận Bourbon, Kansas
Xã Pawnee (tiếng Anh: Pawnee Township) là một xã thuộc quận Bourbon, tiểu bang Kansas, Hoa Kỳ. Năm 2010, dân số của xã này là 307 người.